# Villers-le-Temple
Pour les articles homonymes, voir Villers.
Villers-le-Temple (en wallon Viyé-les-Timpes) est une section de la commune belge de Nandrin située en Région wallonne dans la province de Liège. C'était une commune à part entière avant la fusion des communes de 1977.
Au début du XXe siècle, au carrefour des Quatre Bras, se tenait un rassemblement important des antoinistes.
La ferme du château est devenue à la fin du XXe siècle un restaurant familier des visites gouvernementales. 
Le cœur du village est à l'écart des grandes voies de circulation.

## Démographie
- Sources:INS, Rem:1831 jusqu'en 1970=recensements, 1976= nombre d'habitants au 31 décembre

## Histoire

### Les Templiers et les Hospitaliers

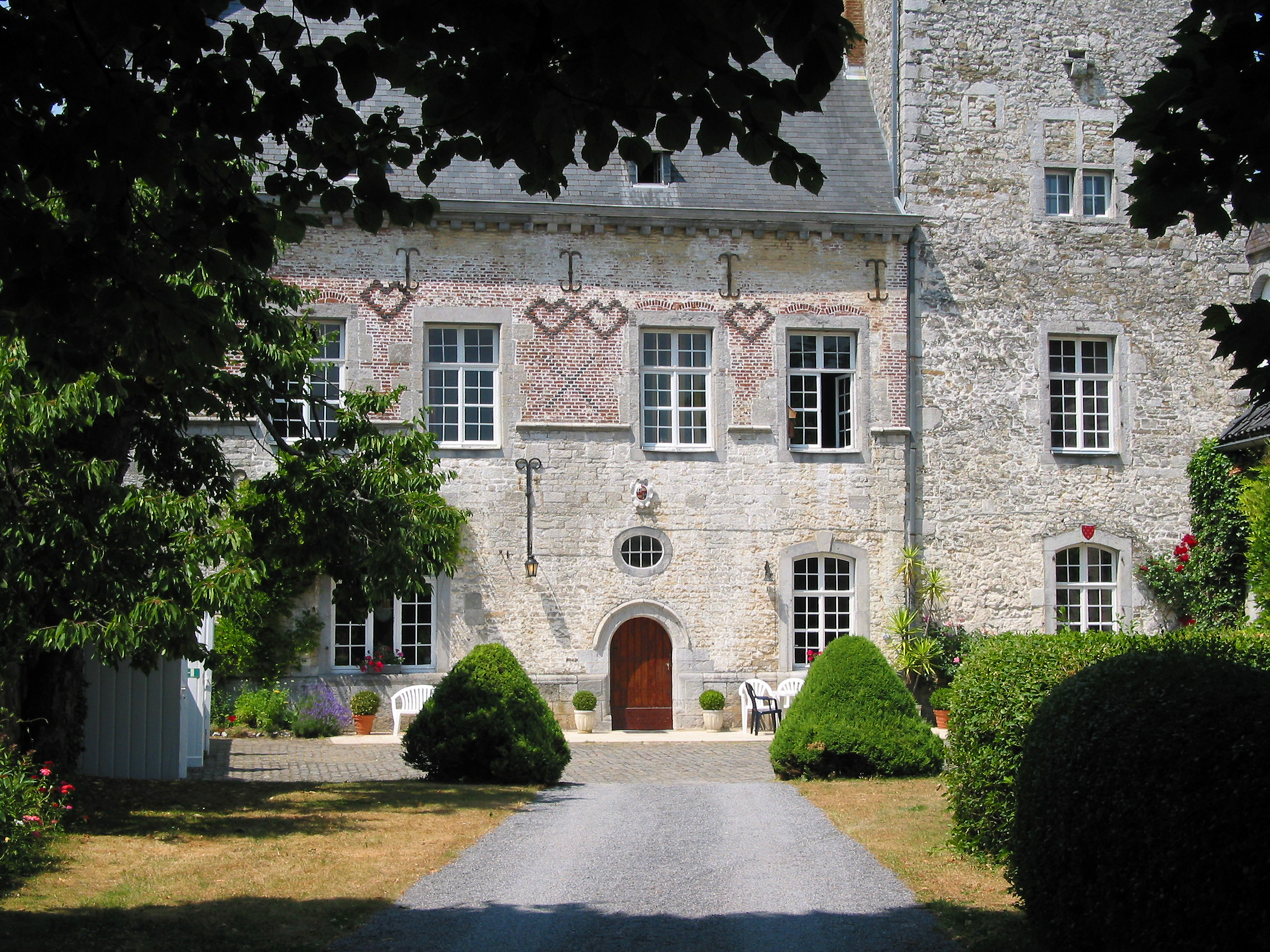
Ancienne maison forte (Manoir de la Tour)

Le nom provient d'une ancienne commanderie de l'ordre du Temple. Villers-le-Temple possède un patrimoine architectural remarquable. Le château de la commanderie est sans conteste le cœur historique du village. Il fut fondé par Géras de Villers, chevalier de l'ordre du Temple.
Les titres de cette commanderie sont détenus par les Archives nationales de Paris (série S). L'église paroissiale dispose d'une dalle tumulaire d'un chevalier de l'ordre du Temple Gérard de Villers. Des croix de granit de tombes des XVIIe et XVIIIe siècles flanquent le mur méridional de l'église. 

## Patrimoine et culture

### Patrimoine classé
- Ancienne commanderie de Villers-le-Temple.
- Église Saint-Pierre de Villers-le-Temple.
- Manoir de la Tour (Villers-le-Temple).
- Château de la Tour-au-Bois.
- Ferme de l'abbaye de Villers-le-Temple.